# Concert by the sea
Concert by the sea is een registratie van een live concert van de jazzpianist Erroll Garner, opgenomen in Carmel, Californië in 1955. 
De opname is vrij slecht; alleen de pianist is goed hoorbaar, de rest van het combo verdwijnt naar de achtergrond. Tijdens het spelen is enkele malen het karakteristieke grommen van de pianist te horen, waarop het publiek soms reageert als of het erop had zitten wachten. Kenmerkend voor de Garner-stijl is het vaak ongerichte begin van een nummer, waarbij soms zelfs een wat bokkige sfeer wordt opgeroepen, waaruit heel zacht, bijna vanuit het niets de melodie tevoorschijn komt.